# Þiðranda þáttur og Þórhalls

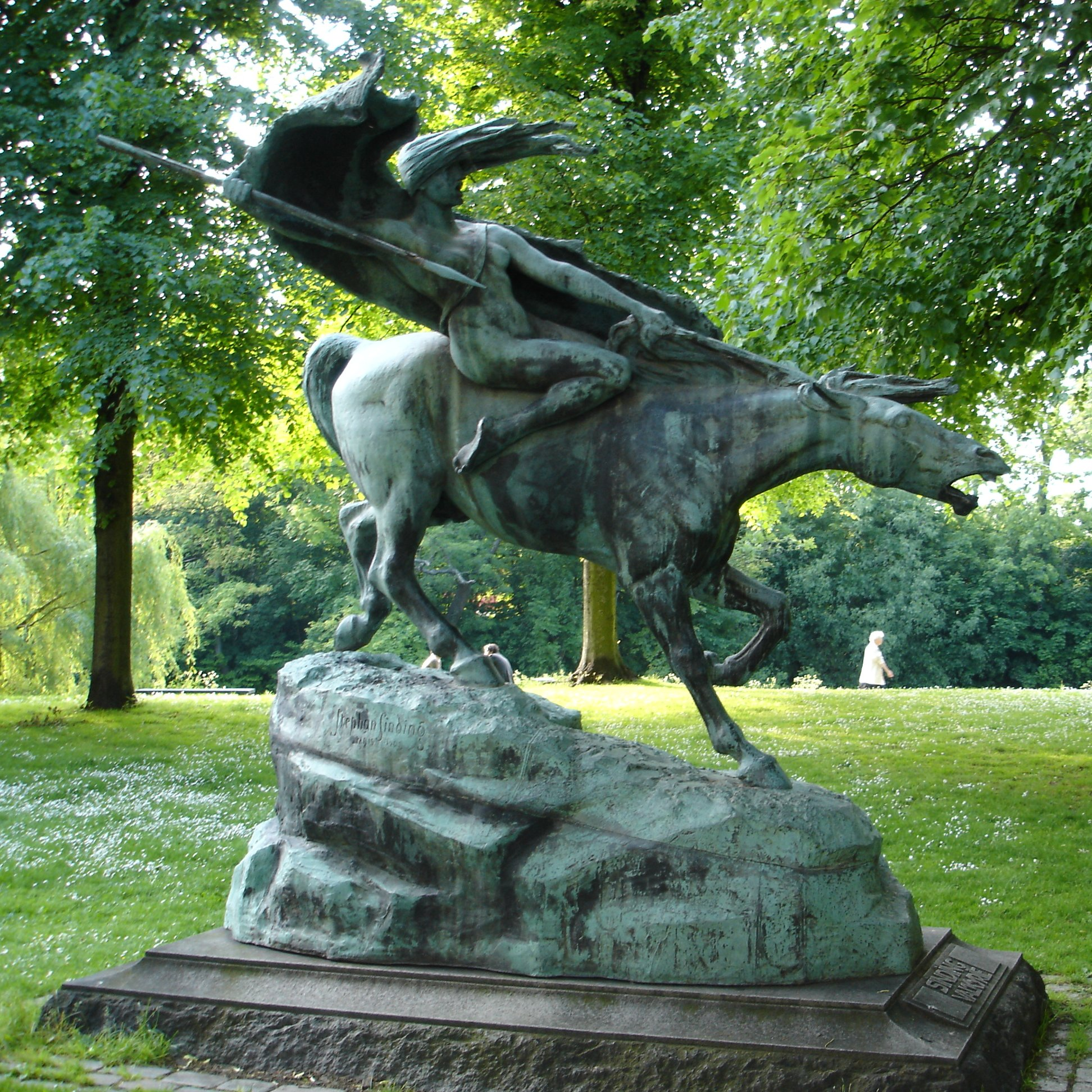
I tåten är de nio svartklädda kvinnorna till häst representanter för hedendomen. På bilden syns Stephan Sindings valkyriastaty i Köpenhamn från 1908

Þiðranda þáttur og Þórhalls (på fornnordiska Þiðranda þáttr ok Þórhalls) är en tåt, en kort islänningasaga, från 1200-talet. Historien utspelar sig på östra Island år 996, fyra år innan kristendomen antogs av alltinget. Tåten handlar om Tidrande (Þiðrandi) som ignorerar varningarna från spåmannen Torhall (Þórhallur) och går ut i vinternatten, där han blir dödad av ett ryttarfölje bestående av nio svartklädda kvinnor med dragna svärd. I tåten figurerar även nio vitklädda kvinnor som försöker försvara Tidrande. Berättelsen brukar ses som en skildring av religionsskiftet på Island och asatrons nedgång.
Texten finns bevarad i Flateyjarbók, där den är skriven som en del av kungasagan om Olav Tryggvason. Till svenska har sagan översatts av Åke Ohlmarks (Sagan om Tidrande och Torhall spåman, 1964) och Lars Lönnroth (Tidrande och diserna, 1995, i "Isländska mytsagor").